# Kalvholmen, Pargas
Kalvholmen är en ö i Finland. Den ligger i Skärgårdshavet och i kommunen Pargas i landskapet Egentliga Finland, i den sydvästra delen av landet. Ön ligger omkring 22 kilometer söder om Åbo och omkring 150 kilometer väster om Helsingfors.
Öns area är 2,6 hektar och dess största längd är 250 meter i sydöst-nordvästlig riktning. I omgivningarna runt Kalvholmen växer i huvudsak barrskog. Runt Kalvholmen är det ganska glesbefolkat, med 45 invånare per kvadratkilometer. Närmaste större samhälle är Väståboland, 5,3 km nordost om Kalvholmen.